# Мовіліца (Констанца)
Мовіліца (рум. Movilița) — село у повіті Констанца в Румунії. Входить до складу комуни Топрайсар.
Село розташоване на відстані 197 км на схід від Бухареста, 17 км на південний захід від Констанци.

## Населення
За даними перепису населення 2002 року у селі проживали 939 осіб.
Національний склад населення села:
| Національність | Кількість осіб | Відсоток |
| -------------- | -------------- | -------- |
| румуни         | 808            | 86,0%    |
| татари         | 128            | 13,6%    |

Рідною мовою назвали:
| Мова      | Кількість осіб | Відсоток |
| --------- | -------------- | -------- |
| румунська | 813            | 86,6%    |
| татарська | 122            | 13,0%    |